# Dendrochilum propinquum
Dendrochilum propinquum är en orkidéart som beskrevs av Oakes Ames. Dendrochilum propinquum ingår i släktet Dendrochilum och familjen orkidéer. Inga underarter finns listade i Catalogue of Life.